# Isla Lankayan
Isla Lankayan (en malayo: Pulau Lankayan) es una pequeña isla tropical de coral en el Mar de Sulu, en el noroeste de la isla de Borneo, en el estado de Sabah, en Malasia, a 15 km de Sandakan.
Lankayan tiene muchas especies de flora y fauna atractivas. El único resort en la isla, Lankayan Island Dive Resort, fue construido en 1997. Los buceadores se sienten atraídos por la vida marina los corales y barcos hundidos. Lankayan es conocida por sus avistamientos de tiburones ballena.